# Gert Hummel
Gert Hummel (ur. 1933 w Sindelfingen, zm. 15 marca 2004 w Tbilisi) – niemiecki duchowny i teolog ewangelicko-luterański.
Studiował teologię ewangelicką, filozofię i filologię germańską w Tybindze, Heidelbergu oraz szwedzkim Lund. Po złożeniu egzaminów pracował jako pedagog na Uniwersytecie Kraju Saary oraz w Wyższej Szkole Pedagogicznej w Saarbrücken. W latach 1972–1998 był tam profesoerm teologii systematycznej.
Dzięki współpracy duchowieństwa luterańskiego z Saarbrücken z Gruzją wyjechał w 1998 do Tbilisi, gdzie od 1991 trwał proces odbudowy kościoła ewangelicko-luterańskiego po okresie komunistycznym i prześladowaniach stalinowskich. W 1999 ukonstytuował się Synod Wspólnoty Luterańskiej w Gruzji, który wybrał Gerta Hummela na swojego pierwszego biskupa.
Położył duże zasługi dla wspólnoty ewangelickiej w Gruzji, zajmował się m.in. budową nowych i renowacją starych świątyń. Budowę ośrodka kultu religijnego wraz z punktem pomocy socjalnej oraz domem starców w Tbilisi Hummel współfinansował z własnych pieniędzy, uzyskanych ze sprzedaży domu w Saarbrücken. Zajmował się także odtwarzaniem wspólnoty luterańskiej w Azerbejdżanie.
Został odznaczony m.in. Orderem Zasługi Republiki Federalnej Niemiec w 2003 (razem z żoną Christine) za zaangażowanie w Gruzji. W 1998 nadano mu tytuł doktora honoris causa Uniwersytetu Karola w Pradze.